# 国信证券
國信證券股份有限公司，簡稱國信證券（Guosen Securities，深交所：002736），是中國主要的證券公司之一，总部设在深圳市福田区福华一路125号国信金融大厦。

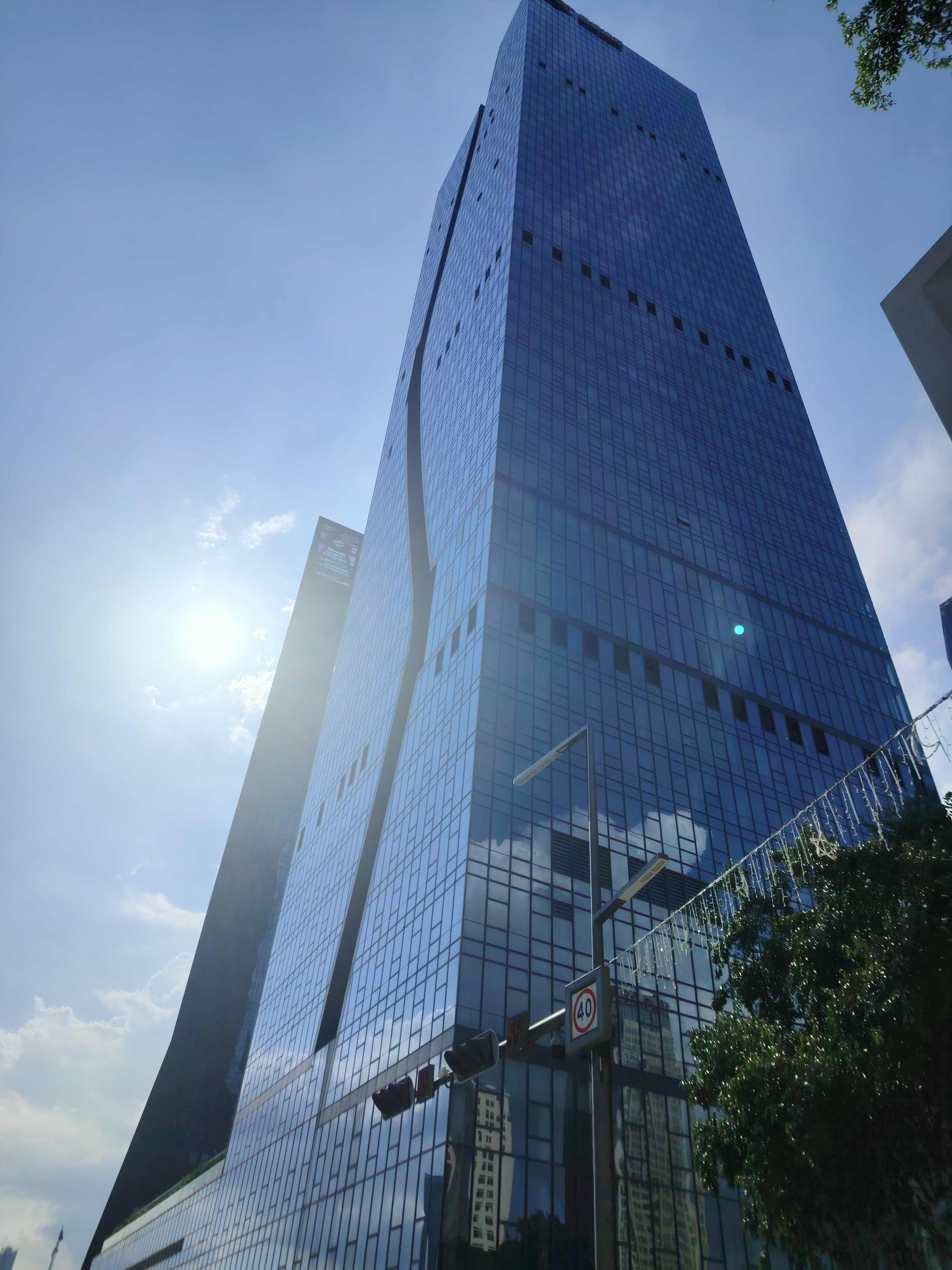
深圳国信金融大厦，是国信证券目前的总部

## 历史
國信證券起源于深圳國投公司（现华润信托）的證券營業部，是中國證券市場最早的三家營業部之一。
1994年，深圳市政府在深圳國投公司證券部的基礎上改組成立國信證券。經過10多年的發展，目前國信證券成為一家頗具競爭力的綜合型證券公司，業務包括證券期貨經紀、證券承銷、自營交易、資產管理、股權投資等。
2005年6月10日，国信证券受证监会委托接收民安证券的17家营业部，并在2006年完成收购。
根據中國證券業協會的2010年度中國證券公司排名，國信證券在106家證券公司中營業收入排名第四位，淨利潤排名第五位。在股票主承銷家數排名中，國信證券位於行業第二。
2014年12月29日，國信證券股份有限公司正式登陆深交所中小板，發行12億股，發行價5.83元/股。募資69.96億元。
2015年10月23日，国信总裁陈鸿桥自杀，引发舆论哗然。
2021年7月24日，中国证券监督管理委员会发布《2021年证券公司分类结果》，共有103家券商参与。其中国信证券被评为AA级，与2020年持平。

## 股權結構
目前國信證券共有5家股東，股權結構為：
- 深圳市投資控股有限公司         持股33.53%
- 華潤深國投信託有限公司         持股25.15%
- 雲南紅塔集團有限公司           持股16.77%
- 中國第一汽車集團公司          持股4.28%
- 北京城建投資發展股份有限公司   持股4.18%

截至日期2014年12月30日

## 國際化
国信（香港）金融控股有限公司於2008年11月在香港註冊成立，從事證券經紀業務、投資銀行業務和資產管理業務。根據一篇對國信（香港）金融控股有限公司董事長陳革的專訪，國信證券意圖將國信香港打造成公司業務國際化的橋頭堡，目標是發展成一家“服務於全球客戶的一流國際化券商”。

## 丑闻
2017年5月，重庆市第四中级人民法院在审理案件时证实，国信证券曾在债券发行过程中，向重庆市发改委资金平衡处处长刘旗、高技术产业处处长熊玮、统筹城乡综合配套改革办公室改革试点处处长杨阳巨额行贿，被媒体称为小官巨腐案件的典型。